# Frets on Fire
Frets on Fire – komputerowa gra muzyczna, stworzona przez fińską grupę Unreal Voodoo pod wodzą Samiego Kyöstili, w której gracz używa klawiatury do grania sunących z góry ekranu nut, by ukończyć piosenkę. W grze dostępne są 4 poziomy trudności: Superłatwy (SupaEasy), Łatwy (Easy), Średni (Medium) i Zadziwiający (Amazing). Gra jest klonem serii Guitar Hero. Ma ona strukturę otwartą, przez co można dodawać do niej własne utwory muzyczne (po uprzednim dodaniu do pliku z piosenką zapisu nutowego). Standardowo do gry dodawane są trzy piosenki fińskiego gitarzysty Tommiego Inkili.

## Rozgrywka
Gracz trzyma klawiaturę oraz gitarę i używa do grania pięciu przycisków odpowiadających za progi (standardowo klawisze od F1 do F5) i klawisza odpowiadającego za kostkę do gitary (standardowo Enter i prawy Shift). Dźwięk zagrany zostanie prawidłowo, jeśli znacznik dźwięku znajdzie się pod wciśniętym klawiszem danej struny i jednoczesnym naciśnięciu klawisza odpowiadającego za kostkę. Za dobrze zagrane dźwięki otrzymujemy punkty. Jeżeli gracz będzie grać bezbłędnie, to punkty będą mnożone (jak w Guitar Hero). Pod koniec utworu zobaczymy, ile procent zagraliśmy bezbłędnie, oraz najdłuższą partię zagraną bez pomyłek.

## Zasoby programu
- Samouczek
- Edytor piosenek
- Internetowa lista najlepszych graczy
- Zgodność z Joystickami
- Trzy utwory Tommiego Inkili (przy czym jeden z udziałem Mary Jo) oraz możliwość importowania innych utworów

## Mody

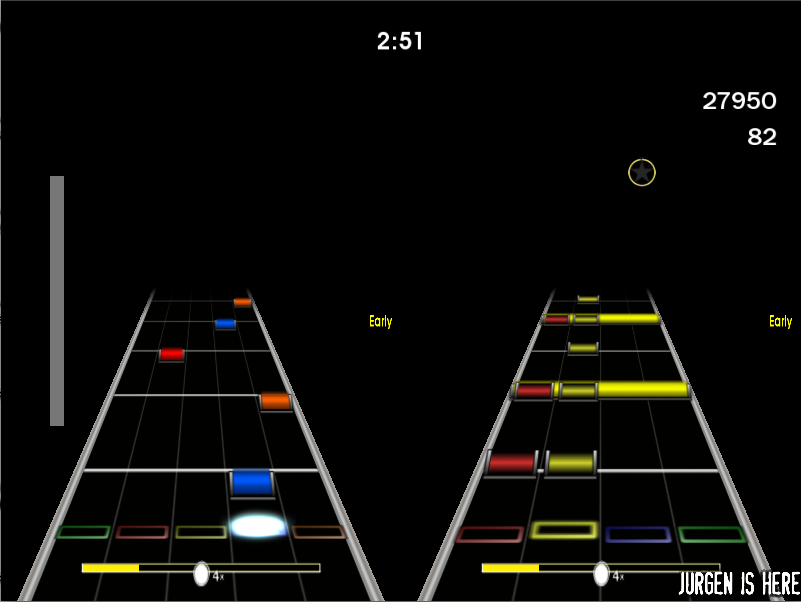
Modyfikacja Frets on Fire X w działaniu

Do gry wydano różne modyfikacje. Jedną z nich jest FoFiX (Frets on Fire X – dawniej Alarian Mod)- po jego zainstalowaniu Frets on Fire może wyglądać jak Guitar Hero 1, 2, 3 lub World Tour, Rock Band, Rock Band 2 albo stara gra na sprzęt ośmiobitowy.